# Sarsia princeps
Sarsia princeps is een hydroïdpoliep uit de familie Corynidae. De poliep komt uit het geslacht Sarsia. Sarsia princeps werd in 1879 voor het eerst wetenschappelijk beschreven door Haeckel. 